# Thành Thọ
Thành Thọ là một xã thuộc huyện Thạch Thành, tỉnh Thanh Hóa, Việt Nam.
Xã Thành Thọ có diện tích 10,74 km², dân số năm 1999 là 4853 người, mật độ dân số đạt 452 người/km².